# CTAN
CTAN — (всеосяжна мережа архівів), великий архів документації та програмного забезпечення для TeX.
Архів програм Perl, CPAN, заснований на моделі CTAN.

## Історія
До створення CTAN існувала багато матеріалів по у відкритому доступі, але не існувало систематизованої колекції. Під час обговорення, розпочатого Joachim Schrod в 1991 на конференції EuroTeX, виникла ідея зібрати разом всі розрізнені колекції. (Joachim підняв дане питання, оскільки брав участь у діяльності-спільноти з 1982 і керував роботою одного з найбільших на той момент ftp-серверів Німеччини.)
CTAN був створений в 1992 Rainer Schöpf і Joachim Schrod в Німеччині, Sebastian Rahtz у Великої Британії, і George Greenwade в США (саме Джордж запропонував назву CTAN).
Сьогодні з головних вузлів CTAN щомісяця скачується більше 6 ТБ інформації (і це без урахування 75 сайтів-дублерів у всьому світі).

## CEAN
Існує аналогічна система для мови Erlang - Comprehensive Erlang Archive Network.